# Meana Sardo
Meana Sardo település Olaszországban, Szardínia régióban, Nuoro megyében. Lakosainak száma 1596 fő (2023. január 1.). Meana Sardo Atzara, Belvì, Samugheo, Aritzo és Laconi községekkel határos.

## Népesség
A település lakossága az elmúlt években az alábbi módon változott:
| Lakosok száma | 1812 | 1778 | 1596 |
|               | 2017 | 2018 | 2023 |